# Saeid Abdevali
Saeid Abdevali (em persa: سعید عبدولی; Andimeshk, 4 de novembro de 1989) é um lutador de estilo greco-romana iraniano, medalhista olímpico.

## Carreira
Abdevali competiu na Rio 2016, na qual conquistou a medalha de bronze, na categoria até 75 kg.